# Sphaeramminidae
Sphaeramminidae es una familia de foraminíferos bentónicos de la superfamilia Lituoloidea, del suborden Lituolina y del orden Lituolida. Su rango cronoestratigráfico abarca desde el Eoceno hasta la Actualidad.

## Discusión
Clasificaciones previas no dividían Sphaeramminidae en subfamilias (Sphaerammininae y Praesphaerammininae) y la incluían en el suborden Textulariina del orden Textulariida, o en el orden Lituolida sin diferenciar el suborden Lituolina.

## Clasificación
Sphaeramminidae incluye a las siguientes subfamilias y/o géneros:
- Subfamilia Sphaerammininae
  - Ammosphaerulina
  - Canepaia
  - Sphaerammina
- Subfamilia Praesphaerammininae
  - Praesphaerammina